# Prix Paul-Émile-Borduas

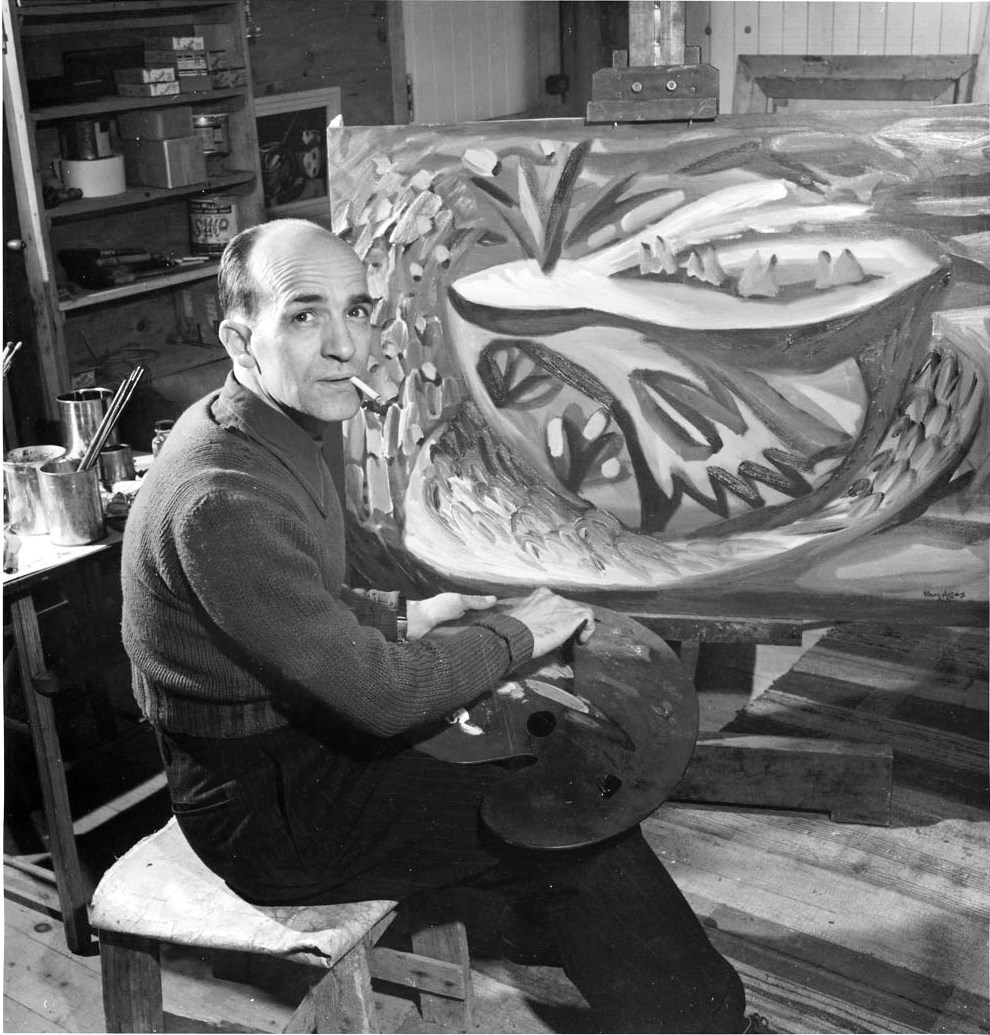
Paul-Émile Borduas, kanadský malíř, 1946

Prix Paul-Émile-Borduas (Cena Paula Émile Borduase) je ocenění vlády kanadské provincie Québec a je součástí ceny Prix du Québec. Je udělována osobám, kteří jsou umělci nebo řemeslníci v oblasti výtvarného umění, tradičního umění, architektury a designu. Cena je pojmenována na počest kanadského malíře Paula-Émile Borduase.
Cena zahrnuje oblasti výtvarného umění jako jsou malba, socha, tisk, kresba, ilustrace, fotografie, textilní umění, videoart a multidisciplinární umění.
Disciplíny uznávané v oblasti uměleckých děl jsou ty, které se týkají práce se dřevem, kůží, textilem, kovy, silikáty nebo i dalšími látkami.

## Vítězové

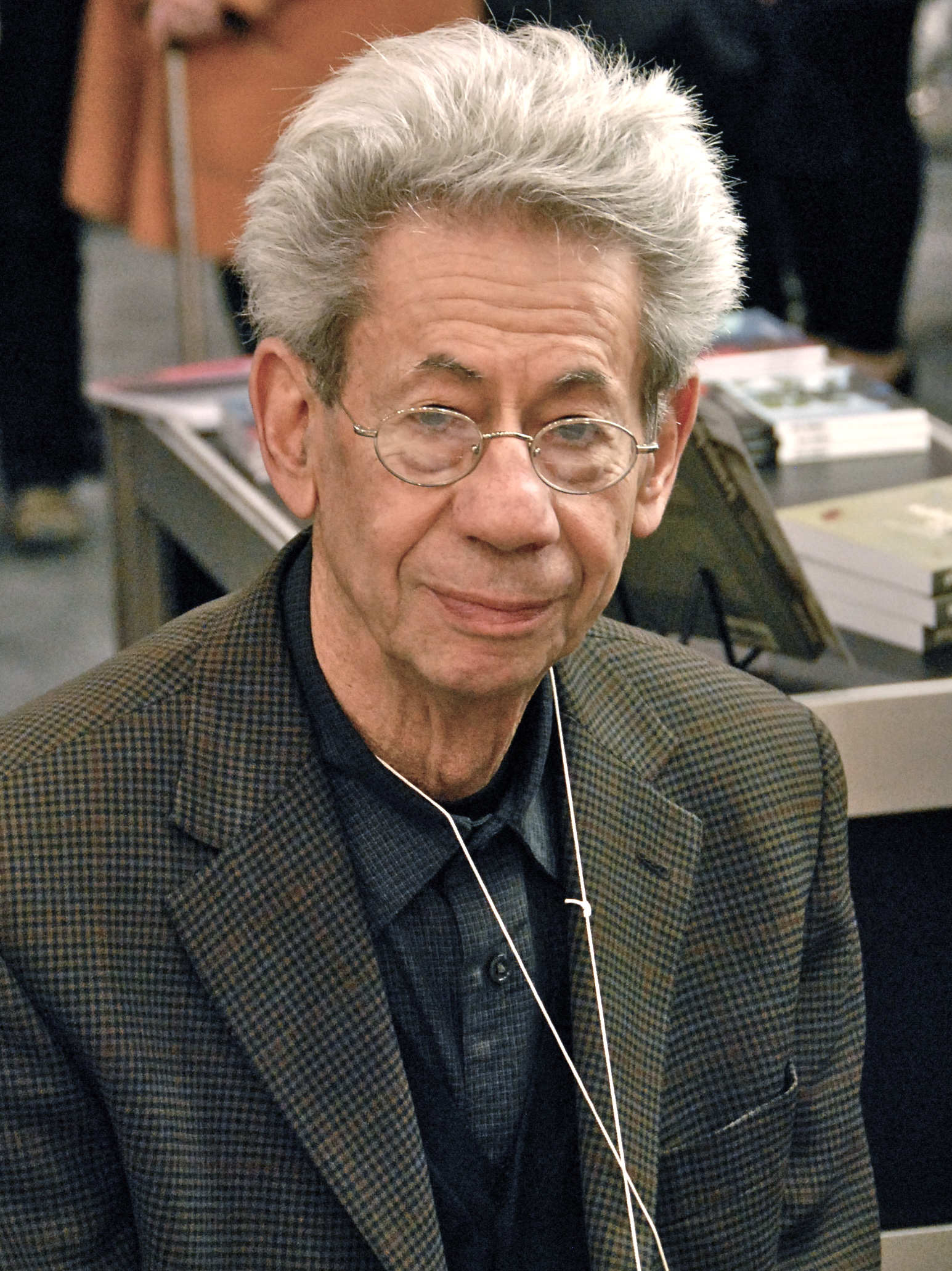
Gabor Szilasi, kanadský fotograf, získal ocenění v roce 2009

Zdroj:
- 1977 – Léon Bellefleur
- 1978 – Ulysse Comtois
- 1979 – Julien Hébert
- 1980 – Guido Molinari
- 1981 – Jean-Paul Riopelle
- 1982 – Roland Giguère
- 1983 – Marcelle Ferron
- 1984 – Alfred Pellan
- 1985 – Charles Daudelin
- 1986 – Betty Goodwin
- 1987 – Françoise Sullivan
- 1988 – Fernand Leduc
- 1989 – Claude Tousignant
- 1990 – Michel Goulet
- 1991 – Michel Dallaire
- 1992 – Dan S. Hanganu
- 1993 – Armand Vaillancourt
- 1994 – Henry Saxe
- 1995 – Charles Gagnon
- 1996 – Melvin Charney
- 1997 – Irene F. Whittome
- 1998 – Jean McEwen
- 1999 – René Derouin
- 2000 – Jacques Hurtubise
- 2001 – Roland Poulin
- 2002 – Jocelyne Alloucherie
- 2003 – Raymonde Aprilová
- 2004 – Maurice Savoie
- 2005 – Micheline Beauchemin
- 2006 – Angela Grauerholz
- 2007 – Rober Racine
- 2008 – Denis Juneau
- 2009 – Gabor Szilasi
- 2010 – William Vazan
- 2011 – Gilles Mihalcean
- 2012 – John Heward
- 2013 – Marcel Barbeau
- 2014 – Dominique Blain
- 2015 – Cozic
- 2016 – Rita Letendre
- 2017 – Jana Sterbak
- 2018 – Geneviève Cadieux
- 2019 – Luc Courchesne
- 2020 – Pierre Bourgault
- 2021 – André Fournelle
- 2022 – Barbara Steinman
- 2023 – Evergon
- 2024 – François Morelli[2]